# Antipodectes bituberculatus
Antipodectes bituberculatus är en insektsart som beskrevs av Rentz, D.C.F. 1985. Antipodectes bituberculatus ingår i släktet Antipodectes och familjen vårtbitare. Inga underarter finns listade i Catalogue of Life.